# Sabino Alonso Fueyo
Sabino Alonso Fueyo (Lada, Langreo, 15 de enero de 1908-Oviedo, 10 de diciembre de 1979) fue un periodista, filósofo, escritor, poeta y profesor español,. Fue nombrado hijo adoptivo de Valencia y es premio nacional de periodismo.

## Biografía
Nació en la parroquia asturiana de Lada, en 1908. Realizó estudios eclesiásticos, aunque los abandonó en 1929 para empezar la carrera de periodismo: llegó a ser director del diario católico Región, y posteriormente redactor-jefe del diario La Nueva España. Además de su actividad periodística, en esta época realiza estudios de derecho en la Universidad de Oviedo, obteniendo la licenciatura en 1933. Ese mismo año se afilió a Falange Española. En 1938 pasa a ser redactor-jefe del periódico falangista Libertad de Valladolid, desde el cual realizó una importante labor cultural. Posteriormente se trasladó a Valencia, donde primero fue subdirector y luego, en sustitución de José Molina Plata, director del diario Levante entre 1953 y 1962. También estuvo al frente del Ateneo Mercantil, y en la Universidad de Valencia desempeñó las cátedras de Psicología de la escuela normal y de Historia de la filosofía. Entre 1962 y 1966 dirigió el diario Arriba de Madrid. Para entonces ya era miembro del Instituto de Estudios Políticos.
Además del periodismo, su otra vocación fue la filosofía. Se doctoró en filosofía por la Universidad de Madrid en 1947, publicando a lo largo de su vida varias obras de materia filosófica. Tras su salida del diario Arriba desempeñó el puesto de consejero de información y turismo de la embajada española de Lisboa, hasta 1973. A lo largo de su carrera recibió varios premios de periodismo: el José Antonio Primo de Rivera (1947), el Jaime Balmes (1962) y el Francisco Franco (1965). Falleció en Celorio (Asturias) en 1979.

## Obras
- —— (1948). Luis Vives y su examen de ingenios. Universidad de Valencia.
- —— (1949). Saavedra Fajardo: el hombre y su filosofía. Editorial Guerri.
- —— (1953). Filosofía y narcisismo. Editorial Guerri.
- —— (1955). El Periodismo. Cátedra de cultura. Universida de Valencia.
- —— (1958). El drama del hombre actual. Universidad de Valencia.